# دافيد ريكاردو
دافيد ريكاردو (بالإنجليزية: David Ricardo) (18 أبريل 1772 – 11 سبتمبر 1823) هو اقتصادي سياسي بريطاني، وواحد من أكثر الاقتصاديين الكلاسيكيين تأثيرًا إلى جانب توماس مالتوس، وآدم سميث، وجيمس مل.

## حياته الشخصية
ولد ريكاردو، في لندن، إنجلترا، وكان الطفل الثالث الناجي من بين 17 طفلًا لأبيجيل ديلفال (1753-1801) وزوجها أبراهام إسرائيل ريكاردو (1733 - 1812).  كانت عائلته من اليهود السفارديم من أصل برتغالي الذين نُقلوا مؤخرًا من الجمهورية الهولندية. كان والده سمسار أسهم ناجح وبدأ ريكاردو بالعمل معه منذ سن 14. وفي سن الـ 21، هرب ريكاردو مع واحدة من الكويكرز (هي مجموعة من المسيحيين البروتستانت)، بريسيلا آن ويلكنسون، واعتنق الدين التوحيدي ضد رغبة والده. أدى هذا الاختلاف الديني إلى نفوره من عائلته، ما دفعه إلى اتخاذ موقف الاستقلال. تبرأ والده منه ومن الواضح أن والدته لم تتحدث معه مرة أخرى.
بعد هذا التباعد بدأ بالأعمال التجارية بمفرده بدعم من لوبوكس وفورستر، وهي مؤسسة مصرفية بارزة. حقق الجزء الأكبر من ثروته نتيجة التكهنات على نتيجة معركة واترلو. ذكرت صحيفة صنداي تايمز في نعي ريكاردو، المنشور في 14 سبتمبر 1823، أنه خلال معركة واترلو «جمع ريكاردو ما يقارب مليون جنيه إسترليني»، وكان مبلغًا ضخمًا في ذلك الوقت. عندما لم يتمكن من الاستمرار في مركزه تقاعد على الفور، ثم اشترى فيما بعد جاتكومب بارك، وهو عقار في غلوسترشير، تملكه الآن الأميرة آن. عُين الشريف السامي في غلوسترشير 1818–1819.
في أغسطس 1818، اشترى مقعد اللورد بورتارلينجتون في البرلمان مقابل 4000 جنيه إسترليني، كجزء من شروط قرض بقيمة 25000 جنيه إسترليني. كان سجله في البرلمان سجل مصلح حريص. شغل المقعد حتى وفاته بعد خمس سنوات.
كان ريكاردو صديقًا مقربًا لجيمس ميل. ومن أصدقائه البارزين أيضًا جيرمي بنثام وتوماس مالتوس، والذي كان بينه وبين ريكاردو جدالات مستفيضة (في المراسلات) حول أشياء مثل دور ملاك الأراضي في المجتمع. كان أيضًا عضوًا في نادي اقتصاد مالتوس السياسي، وعضوًا في ملك النوادي (كينغ أوف كلابس). كان أحد الأعضاء الأصليين في جمعية لندن الجيولوجية. أخته الصغرى هي الكاتبة سارة ريكاردو بورتر.

## السجلات البرلمانية
صوت مع المعارضة لدعم الحركات الليبرالية في نابولي، 21 فبراير، وصقلية، 21 يونيو، وللتحقيق في إقامة العدل في توباغو، 6 يونيو. كما صوت لإلغاء قانون الكفر والتحريض على الفتن، 8 مايو، والتحقيق في شأن مذبحة بيترلو، 16 مايو، وإلغاء عقوبة الإعدام بتهمة التزوير، 25 مايو، 4 يونيو 1821.
أيد بشدة تطبيق التجارة الحرة. صوت ضد تجديد ضرائب السكر، 9 فبراير، واعترض على الرسوم الأعلى في الشرق مقارنةً بالمنتجات الهندية الغربية، 4 مايو 1821. عارض على رسوم التشجير. صوّت بصمت للإصلاح البرلماني، 25 أبريل 3 يونيو، وتحدث لصالح هذا الإصلاح في عشاء الذكرى الإصلاحية السنوية في وستمنستر، 23 مايو 1822. صوت مرة أخرى لإصلاح القانون الجنائي، 4 يونيو.
علق صديقه جون لويس ماليت قائلًا: «يجتمع معك على كل موضوع درسه بعقلية مختلقة، وبرأي يستند على حقيقية الطبيعة الرياضية. وتحدث عن الإصلاح البرلماني والاقتراع بوصفه رجل يختلق كل هذه الأمور، ليدمر النظام القائم في اليوم التالي، إن كان الأمر تحت سيطرته، ودون أدنى شك في النتيجة ... هذه هي عقلية ذلك الرجل، دفعني تجاهله الكامل للخبرة والممارسة إلى الشك في آرائه حول الاقتصاد السياسي».

## في وفاته وإرثه
بعد عشر سنوات من التقاعد وأربع سنوات من دخول البرلمان، توفي ريكاردو من التهاب أصاب الأذن الوسطى، انتشر الالتهاب في دماغه وتسبب بحدوث إنتان. توفي عن عمر يناهز 51.
كان له ولزوجته بريسيلا ثمانية أطفال بما في ذلك أوسمان ريكاردو (1795-1881، وهو نائب برلماني عن ووستر 1847-1865)، وديفيد ريكاردو الابن (1803-1864، نائب برلماني عن ستراود 1832-1833) ومورتيمر ريكاردو، الذي عمل ضابطًا في لايف غارد وكان نائب ملازم في أكسفوردشير.
دُفن ريكاردو في قبر مزخرف في مقبرة كنيسة القديس نقولا في هاردينهوش، هي الآن ضاحية في تشبنهام، ويلتشير. في وقت وفاته، قدرت ثروته بما يقارب 675000 – 775000 جنيه إسترليني.

## روابط خارجية
- دافيد ريكاردو على موقع الموسوعة البريطانية (الإنجليزية)
- دافيد ريكاردو على موقع إن إن دي بي (الإنجليزية)